# Jostin Daly
Jostin Akeem Daly Cordero (Curridabat, San José, Costa Rica, 23 de abril de 1998) es un futbolista costarricense que juega como delantero en el Antigua GFC de la Liga Nacional de Guatemala.

## Trayectoria

### C. S. Herediano
Jostin Daly debutó en la máxima categoría con el Herediano en la decimotercera jornada del Campeonato de Invierno 2016, llevada a cabo el 22 de septiembre contra Belén en el Estadio Rosabal Cordero. El delantero reemplazó a Josué Martínez en los últimos 27 minutos de la victoria 0-1. Convirtió su primer gol dos días después, en el triunfo de goleada 7-0 sobre el Santos de Guápiles.

### Guadalupe F. C.
El delantero fue enviado a préstamo a Guadalupe para disputar el Torneo de Apertura 2017.

### Comunicaciones F.C
El 7 de diciembre de 2017, se hizo oficial el fichaje de Daly al Comunicaciones F.C. de Guatemala.

### Cibao F. C.
El 12 de junio de 2018, se da a conocer que el delantero firmó por un año en el Cibao de República Dominicana, club que le terminó presentando el 20 de junio.
El 27 de octubre de 2018, Daly se proclama campeón de la Liga Dominicana tras el triunfo 1-0 en la final sobre el Atlético San Francisco.

### C. F. Universidad de Costa Rica
El 5 de enero de 2019, el atacante fue presentado como refuerzo de la Universidad de Costa Rica.

### Sporting F. C.
Jostin jugó el Torneo de Apertura 2019 en la Segunda División con el Sporting, quedando máximo goleador con quince anotaciones. El 22 de diciembre se hizo con el título al derrotar a Golfito en la final.

### Comunicaciones F. C.
El 3 de enero de 2020, Daly se convirtió en legionario nuevamente tras firmar con el Comunicaciones de Guatemala.

### Sporting F. C.
El 8 de julio de 2020, regresó al Sporting que recién ascendió a la máxima categoría costarricense.

### Club Sport Cartaginés
El 29 de junio de 2023, ficha con el Club Sport Cartagines.

## Selección nacional

### Categorías inferiores

#### Eliminatoria al Campeonato Sub-17 de Concacaf 2015
El 31 de octubre de 2014, Luis Fernando Fallas, entrenador de la Selección Sub-17 de Costa Rica, dio en conferencia de prensa la lista de 18 futbolistas que participarían en la Eliminatoria Centroamericana previa al Campeonato de Concacaf del año siguiente; en su nómina destacó la integración de Jostin Daly. El 4 de noviembre fue la primera fecha de la triangular, en la cual su nación enfrentó al combinado de Belice en el Estadio Edgardo Baltodano. En esa oportunidad, el delantero quedó en la suplencia y a pesar de iniciar perdiendo desde el primer minuto de partido, su selección logró dar vuelta el resultado y triunfar con cifras de 3-1. Cuatro días posteriores fue el encuentro ante El Salvador en el mismo escenario deportivo. El jugador apareció como titular y la victoria de 2-1 aseguró el liderato del grupo A con 6 puntos y el pase directo a la competencia continental.

#### Campeonato Sub-17 de Concacaf 2015
Bajo la dirección técnica del argentino Marcelo Herrera, la categoría costarricense enfrentó el Campeonato Sub-17 de la Concacaf de 2015, competencia que se realizó en territorio hondureño. El 28 de febrero fue la primera fecha contra Santa Lucía en el Estadio Olímpico Metropolitano. Mediante los dobletes de sus compañeros Andy Reyes y Kevin Masis, su nación triunfó con cifras de goleada 0-4. La segunda jornada del torneo del área se efectuó el 3 de marzo ante Canadá, en el mismo escenario deportivo. El marcador concluyó en pérdida de 2-3. Tres días después su país volvería a ganar, siendo esta vez con resultado de 4-1 sobre Haití, con doblete de Daly a los minutos 3' y 8'. El 9 de marzo se dio un triunfo 2-0 contra Panamá en el cual el atacante hizo el segundo gol y tres días posteriores el empate a un tanto frente al combinado de México. Con este rendimiento, los costarricenses se ubicaron en la zona de repechaje y el 15 de marzo se llevó a cabo el compromiso por esta definición en el Estadio Francisco Morazán, donde su conjunto tuvo como adversario a Canadá. La victoria de 3-0 adjudicó la clasificación de su selección al Mundial Sub-17 que tomaría lugar ese mismo año.

#### Campeonato Sub-20 de Concacaf 2017
El representativo costarricense Sub-20, para el Campeonato de la Concacaf de 2017, se definió oficialmente el 10 de febrero. En la lista de convocados que dio el director técnico Marcelo Herrera se incluyó al delantero. El primer partido fue el 19 de febrero en el Estadio Ricardo Saprissa, donde su combinado enfrentó a El Salvador. En esta oportunidad, Daly fue titular con la dorsal «17», salió de cambio al minuto 71' por Andy Reyes y el resultado concluyó con la derrota inesperada de 0-1. La primera victoria de su país fue obtenida tres días después en el Estadio Nacional, con marcador de 1-0 sobre Trinidad y Tobago, y el anotador fue su compañero Randall Leal por medio de un tiro libre. El 25 de febrero, en el mismo escenario deportivo, la escuadra costarricense selló la clasificación a la siguiente ronda como segundo lugar tras vencer con cifras de 2-1 a Bermudas. El 1 de marzo, su conjunto perdió 2-1 contra Honduras, y dos días después empató a un tanto frente a Panamá. Con este rendimiento, la selección de Costa Rica quedó en el segundo puesto con solo un punto, el cual fue suficiente para el avance a la Copa Mundial que tomaría lugar en Corea del Sur. Estadísticamente, el atacante acumuló 171 minutos de acción, disputó tres juegos y en dos veces quedó en la suplencia.

#### Mundial Sub-20 de 2017
Durante la conferencia de prensa dada por el entrenador Marcelo Herrera, el 28 de abril, se hizo oficial el anuncio de los 21 futbolistas que tuvieron participación en la Copa Mundial Sub-20 de 2017 con sede en Corea del Sur. En la lista apareció el delantero Jostin Daly, siendo este su primer torneo del mundo que disputaría con el combinado costarricense.
El compromiso que dio inicio con la competición para su país fue ejecutado el 21 de mayo en el Estadio Mundialista de Jeju, donde tuvo como contrincante a Irán. El delantero estuvo un minuto en la derrota inesperada de 1-0. En el mismo recinto deportivo se disputó el segundo juego contra Portugal, esto tres días después. Aunque su escuadra empezó con un marcador adverso, su compañero Jimmy Marín logró igualar las cifras, mediante un penal, para el empate definitivo a un tanto. La primera victoria para su grupo fue el 27 de mayo ante Zambia en el Estadio de Cheonan, de manera ajustada con resultado de 1-0 cuyo anotador fue Daly. El rendimiento mostrado por los costarricenses les permitió avanzar a la siguiente fase como mejor tercero del grupo C con cuatro puntos. El 31 de mayo fue el partido de los octavos de final frente a Inglaterra, en el Estadio Mundialista de Jeonju. Para este cotejo, su nación se vería superada con cifras de 2-1, insuficientes para trascender a la otra instancia. Por otra parte, el atacante contabilizó 99 minutos de acción en tres apariciones.
| Mundial                     | Sede          | Resultado        |
| --------------------------- | ------------- | ---------------- |
| Copa Mundial Sub-20 de 2017 | Corea del Sur | Octavos de final |

#### Juegos Centroamericanos 2017
El 29 de noviembre de 2017, Daly entró en la lista oficial de dieciocho jugadores del entrenador Marcelo Herrera, para enfrentar el torneo de fútbol masculino de los Juegos Centroamericanos, cuya sede fue en Managua, Nicaragua, con el representativo de Costa Rica Sub-21. Entró de cambio por Andy Reyes —con la dorsal «17»— y completó seis minutos en el primer juego del 5 de diciembre, contra Panamá en el Estadio Nacional. El único tanto de su compañero Reyes al 66' marcó la diferencia para el triunfo por 1-0. Para el compromiso de cuatro días después ante El Salvador, el delantero aguardaría desde la suplencia mientras que el resultado se consumió empatado sin goles. Los costarricenses avanzaron a la etapa eliminatoria de la triangular siendo líderes con cuatro puntos. El 11 de diciembre ingresó de relevo por Reyes y jugó 15 minutos en la victoria de su país 1-0 —anotación de Esteban Espinoza— sobre el anfitrión Nicaragua, esto por las semifinales del torneo. La única derrota de su grupo se dio el 13 de diciembre, por la final frente a Honduras (1-0), quedándose con la medalla de plata de la competencia.
| Juegos                       | Sede      | Resultado  |
| ---------------------------- | --------- | ---------- |
| Juegos Centroamericanos 2017 | Nicaragua | Subcampeón |

### Selección absoluta
El 2 de octubre de 2020, Daly recibió la primera convocatoria a la Selección de Costa Rica dirigida por Ronald González para la fecha FIFA de ese mes contra Panamá. El 10 de octubre tuvo su debut como titular en el Estadio Nacional, jugando 60 minutos en la derrota por 0-1.

## Clubes
| Club                            | País                 | Año               |
| ------------------------------- | -------------------- | ----------------- |
| C. S. Herediano                 | Costa Rica           | 2016 - 2017       |
| Guadalupe F. C.                 | Costa Rica           | 2017              |
| Deportivo Marquense             | Guatemala            | 2018              |
| Cibao F. C.                     | República Dominicana | 2018              |
| C. F. Universidad de Costa Rica | Costa Rica           | 2019              |
| Sporting F. C.                  | Costa Rica           | 2019              |
| Comunicaciones F. C.            | Guatemala            | 2020              |
| Sporting F. C.                  | Costa Rica           | 2020 - 2021       |
| Club Sport Herediano            | Costa Rica           | 2021 - 2022       |
| Guadalupe F. C.                 | Costa Rica           | 2022 - Actualidad |

## Palmarés

### Títulos nacionales
| Título                         | Club            | País                 | Año  |
| ------------------------------ | --------------- | -------------------- | ---- |
| Primera División de Costa Rica | C. S. Herediano | Costa Rica           | 2017 |
| Liga Dominicana                | Cibao F. C.     | República Dominicana | 2018 |
| Primera División de Costa Rica | C. S. Herediano | Costa Rica           | 2021 |